# بكنغهام سميث
بكنغهام سميث (بالإنجليزية: Thomas Buckingham Smith)‏ هو محامي وسياسي أمريكي، ولد في 31 أكتوبر 1810، وتوفي في 5 يناير 1871.